# القوات المسلحة الغواتيمالية
القوات المسلحة الغواتيمالية هي القوات العسكرية لجمهورية غواتيمالا. تتألف القوات المسلحة من الجيش الوطني، القوات الجوية، القوات البحرية والحرس الشرفي الرئاسي. وزارة الدفاع الوطني هي الجهاز الحكومي المسؤول عن تمويل، تدريب وسياسة القوات المسلحة. يقع مقر وزارة الدفاع في مدينة غواتيمالا ويزورها رئيس غواتيمالا باستمرار. حتى 2017، وزير الدفاع هو اللواء لويس ميغيل رالدا مورينو.